# Каляцкий, Иван Иванович
Иван Иванович Каляцкий (20 ноября 1927 — 17 сентября 2005) — профессор кафедры техники и электрофизики высоких напряжений Томского политехнического университета (ТПИ) имени С.М. Кирова, ректор ТПИ имени С.М. Кирова с 25 июня 1970 по 10 февраля 1981 года.

## Биография
Из семьи крестьян. Начал учёбу в 1935 году в начальной школе № 12 города Иркутска, затем продолжил учёбу в средней школе № 8 города Черемхово и окончил среднюю школу № 3 города Черемхово в 1945 году. Избирался членом комитета ВЛКСМ школы, в 1944 году по направлению ГК ВЛКСМ работал в пионерском лагере. В 1945 году стал студентом энергетического факультета Томского политехнического института.
Окончил институт в 1950 году по специальности «Электрические станции, сети и системы» с присвоением квалификации инженера-электрика. В 1950—1953 годах — аспирант кафедры техники высоких напряжений (ТВН). Кандидатскую диссертацию на тему «Разрушение каменных углей и горных пород импульсными разрядами высокого напряжения» защитил 27.05.1954 года в Совете ТПИ. В учёной степени кандидата технических наук был утверждён 07.04.1955 года, в учёном звании по кафедре ТВН — 13.09.1961 года. После окончания аспирантуры — ассистент, старший преподаватель, доцент кафедры ТВН, с 16.03.1955 года — декан радиотехнического факультета.
В 1958—1965 годах — заведующий кафедрой ТВН. В 1962—1964 годах — старший научный сотрудник-докторант. Защита докторской диссертации на тему «Исследование технико-физических основ разрушения горных пород импульсными электрическими разрядами» состоялась в Совете ТПИ в 1965 году. В учёной степени доктора технических наук был утверждён 29.10.1966 году, в учёном звании профессора по кафедре ТВН — 28.10.1967 года. В 1966—1970 годах — проректор ТПИ по учебной работе. В 1970—1981 годах — ректор ТПИ. С 10.02.1981 по 01.06.1998 — заведующий кафедрой ТВН. С 01.06.1998 года — профессор этой кафедры.

## Ректор ТПИ
25 июня 1970 года приказом Министра высшего и среднего специального образования РСФСР Каляцкий И. И. был назначен ректором ТПИ, на протяжении более 10 лет (1970—1981 годы) возглавлял его. Одновременно в эти годы он являлся председателем Совета ректоров вузов города Томска.
За период его деятельности на посту ректора было подготовлено 28 тыс. инженеров по 48 специальностям, защищено 80 докторских и 500 кандидатских диссертаций. Получила дальнейшее развитие материально-техническая база института: завершено строительство и введена ив эксплуатацию научно-техническая библиотека на 2 млн томов, построены лабораторный корпус, криогенная лаборатория в поселке Спутник, сооружен памятник-мемориал студентам и сотрудникам института, погибшим в годы Великой Отечественной войны 1941—1945 гг., построены два общежития на 500 и 1000 мест, что позволило обеспечить жильём иногородних студентов. В этот же период много усилий потребовало решение жилищной проблемы для сотрудников института. Было снесено 14 бараков и ряд ветхих домов, освобождены от жилья все подвальные помещения в учебных корпусах, в результате сотни семей были переселены в благоустроенные квартиры.
Как председатель Совета ректоров Каляцкий И. И. был организатором межвузовской кооперации, в результате были созданы такие межвузовские объединения, как комбинат питания, поликлиника, приемная комиссия, патентное бюро, межвузовская кафедра этики и эстетики и др. Под руководством Каляцкого И. И. были разработаны и внедрены типовые проекты автоматических систем управления АСУ — ВУЗ и отраслевой АСУ — Росминвуз. В разработке проектов участвовали 25 вузов РСФСР. В ТПИ был создан Головной совет Минвуза РСФСР по управлению вузами, его председателем стал Каляцкий И. И. Впервые были созданы модели организации управления вузами для планирования и анализа их деятельности.
Большое внимание уделялось вовлечению студентов в научно-исследовательскую работу. В учебные планы ряда специальностей одновременно с Московским физико-техническим институтом впервые в стране была включена учебно-исследовательская работа студентов (УИРС). Опыт ТПИ в этой области был рекомендован Минвузом СССР к использованию в других вузах страны. За лучшую организацию научно-исследовательской работы студентов институт был удостоен Почётного диплома Минвуза СССР и ЦК ВЛКСМ. По итогам соревнования среди вузов РСФСР ТПИ занимал несколько лет первое место.

## Научная деятельность
Каляцкий И. И. — один из основателей нового электроимпульсного способа разрушения и обработки твёрдых металлов.
В стране и за рубежом известны его научные труды в области электроэнергетики и электрофизики. Под его руководством осуществлены разработка и сооружение первой в Сибири высоковольтной лаборатории открытого типа. Он — соавтор создания нового высокоэффективного электроимпульсного способа разрушения и обработки твердых материалов.
Под руководством Каляцкого И. И. подготовлено 45 кандидатов и 4 доктора наук, 1380 инженеров — высоковольтников. Он является автором и соавтором 256 научных публикаций, 2 монографий, 4 учебных пособий, 93 изобретений в области физики пробоя газов, вакуума, жидких и твердых диэлектриков и высоковольтной электрофизики.

## Педагогическая деятельность
Каляцкий И. И. читал основные учебные курсы: «Введение в специальность», «Техника высоких напряжений», «Физические основы ТВН», «Высоковольтная изоляция и конструкции», «Перенапряжения и грозозащита», «Влияние линий сильного тока на линии связи», «Высоковольтные установки и измерения», опубликовал ряд учебных пособий.

## Общественная деятельность
Председатель Совета ректоров вузов г. Томска, член Томского ОК, ГК КПСС, депутат областного и городского Советов, член парткома ТПИ и др. В последний период он — член Ученого совета ТПУ, член Научно-методического совета ТПУ, председатель комиссии по «Анализу и контролю качества образовательной деятельности», научный руководитель проекта КПР ТПУ — 2005 «Развитие системы аккредитации и анализа деятельности вуза, факультетов, кафедр, специальностей и учебных дисциплин», член 4-х специализированных Советов ТПУ и ТГУ по защите докторских и кандидатских диссертаций.

## Увлечения
Шахматист, рыбак-любитель, член футбольной команды «Двойное дыхание».

## Награды, звания
- Медаль «За трудовую доблесть» (1961);
- Орден Трудового Красного Знамени (1967, 1971);
- Медаль «За доблестный труд В ознаменование 100-летия со дня рождения В. И. Ленина» (1970);
- Орден Октябрьской революции (1976);
- Медаль «Ветеран труда» (1983);
- Заслуженный деятель науки и техники Республики Бурятия (1992);
- Член-корреспондент МАН ВШ (1994);
- Почётный работник высшего образования РФ (1996);
- Заслуженный профессор ТПУ (1998).

Неоднократно награждался почетными грамотами Минвуза РСФСР, а также других государственных, общественных и научных организаций.

## Семья
Отец — Каляцкий Иван Осипович (1896—1975), участник гражданской войны, работал кондуктором на Восточно-Сибирской железной дороге.
Мать — Каляцкая (Кешикова) Фекла Прохоровна (1902—1982), домохозяйка.
Жена — Каляцкая (Семкина) Галина Васильевна (1931) — доцент ТПУ.
Дочь — Каляцкая (Кравцова) Людмила Ивановна (1953) — ведущий программист Отдела координации и сопровождения информационных систем ТПУ.
Сын — Каляцкий Владимир Иванович (1958—2001) — выпускник ТПИ, инженер-электромеханик.